# Poecilia catemaconis
Poecilia catemaconis es un pez de la familia de los pecílidos en el orden de los ciprinodontiformes.